# Pauline Peyrade
Pauline Peyrade (17 juli 1986) is een Franse toneelschrijver, toneelregisseur en romanschrijver. Haar eerste roman: L'Âge de détruire won de Prix Goncourt du premier roman 2023. De Nederlandse vertaling van Kiki Coumans verscheen met de Engelse titel The Age of Destroying en is genomineerd voor de Europese Literatuurprijs 2024.

## Opleiding
Peyrade voltooide de Classe préparatoire littéraire, een tweejarige bacheloropleiding aan het Lycée Henri IV in Parijs.  Haar masteropleiding theaterwetenschap aan de Université de Paris III: Sorbonne Nouvelle sloot zij in 2009 af met de scriptie Une spirale qui monte, een dramaturgische benadering van de tijd in het toneelstuk Par-pour-bord van Michel Vinaver. Ze  volgde de opleiding regie aan de Royal Academy of Dramatic Art in Londen. Daarna bezocht zij de École nationale supérieure des arts et techniques du théâtre (Ensatt) in Lyon.

## Schrijverschap

### Toneelstukken
In 2016 schreef zij CTRL-X. Cyril Teste regisseerde dit toneelstuk dat begin 2018 werd opgevoerd in het Théâtre Silvia-Monfort in Parijs. De hoofdpersoon is Ida, een jonge vrouw die haar ogen nooit van het beeldscherm afwendt.
Peyrade schreef vervolgens À la carabine in opdracht van het Théâtre National de Strasbourg (TNS), het Theâtre national de la Colline in Parijs en de Comédie de Reims. Het stuk werd geregisseerd door Anne Théron. In 2021 ontving Peyrade hiervoor de Grand Prix de Littérature dramatique.
In 2022 kwam zij met het toneelstuk Poings. Het verhaal, op de planken gebracht door het collectief Das Plateau, gaat over een giftige relatie die leidt tot verkrachting binnen het huwelijk. Met Poings werd Peyrade de winnaar van de Bernard-Marie Koltes-prijs voor het seizoen 2018-2019. De prijs wordt door middelbare scholieren toegekend aan het beste toneelwerk van dat moment.
Haar toneelstuk Des femmes qui nagent, geregisseerd door Émilie Capliez. De tekst is een eerbetoon aan actrices en regisseuses en belicht tegelijkertijd de mannelijke dominantie in de filmwereld.
De toneelstukken van Pauline Peyrade zijn vertaald in het Engels, Duits, Spaans, Portugees, Catalaans, Italiaans en Tsjechisch en worden uitgegeven door uitgeverij Les Solitaires intempestifs.

### Roman
Begin 2023 verscheen bij Editions de Minuit Peyrade’s eerste roman: L'Âge de détruire. De Engelse titel van de Nederlandse vertaling (The age of destroying) is ontleend aan een citaat van Virginia Woolf. Het boek bevat elementen uit haar persoonlijke leven en gaat over een kind en vervolgens een jong meisje dat misbruikt wordt door haar beledigende en gewelddadige moeder. Met deze roman won Peyrade in 2023 de Prix Goncourt du premier roman.

## Privéleven
Pauline Peyrade is sinds 2019 co-hoofd van de afdeling toneelschrijven van de Nationale School voor Theaterkunsten en -technieken (Ensatt) in Lyon. Ze woont in Reims.

## Werken

### Toneelstukken
- 2015 Est
- 2016 CTRL-X, gevolgd door Bois impériaux
- 2017 Poings
- 2019 Carosse
- 2019 Portrait d'une sirène - trois contes
- 2020 À la carabine, gevolgd door Cheveux d’été
- 2023 Des femmes qui nagent

### Roman
- 2023 L'Âge de détruire. Nederlandse vertaling: The age of destroying. Vertaald door Kiki Coumans. Uitgeverij Vleugels, Bleiswijk, 2024. ISBN  978 94 93186 90 3

- Nationale Bibliotheek van Tsjechië: xx0264149
- Système universitaire de documentation: 13647635X
- Virtual International Authority File: 207257850